# Солатай
Алп Солатай (Сологай) (*д/н — 846) — 2-й володар Киргизького каганату в 840—846 роках. З киргизького ім'я перекладається як «богатир-шульга»

## Життєпис
Син кгана Ажо. Ще за життя батька брав участь у війнах проти Уйгурського каганату. 840 року посів трон. Того ж року скористався боротьбою за владу серед уйгурів, виступивши на допомогу Кютлюг Багі. Водночас його суперник — Кюлюг-бег-каган — опинився в скрутній ситуації через епідемію чуми та падіж худоби. Зрештою киргизьке військо завдало поразки уйгурам й захопило їх столицю Орду-Балик. Фактично Уйгурський каганат розпався.
В наступні роки Солатай очолював походи з підкорення племен, колись підвладних Уйгурському каганату. У 843 році відвоював місто Бешбалик у племен шато. Невдовзі завдав поразки уйгуру Пан-тегіну, правителю Дуньхуану.
За цим оволодів землями до Байкалу й за ним, зайняв територію до озера Балхаш. Разом з тим діяв в союзі з імперією Тан проти уйгурського кагана Уге, з 846 року — Еняня, підкорив землі киданів, завдавши поразки племенам шивей.
Водночас встановив дружні відносини з Караханідською державою і Саманідами, державами Тибету.
Помер 846 року. Йому спадкував син Хюнву Ченмін-хан.